# Prestation d'autonomie (Monaco)
La prestation d'autonomie est une prestation sociale monégasque personnalisée introduite en 2007 et à destination des personnes âgées dépendantes.

## Cadre juridique
La prestation d'autonomie relève de l'ordonnance souveraine no 904 du 8 janvier 2007. Son article 2, tel que modifié en 2017, donne la définition suivante :

« La prestation d'autonomie est une prestation en nature allouée sur sa demande à la personne âgée, en fonction de son degré de perte d'autonomie déterminé à l'aide de l'outil AGGIR (autonomie gérontologique groupes iso-ressources) à partir du constat des activités effectuées ou non en autonomie par la personne.
La prestation d'autonomie est égale au chiffrage, plafonné conformément à l'article 4 [disposant une fixation « chaque année par l'arrêté ministériel »], du plan d'aide personnalisé élaboré par le Centre de coordination gérontologique de Monaco et approuvé par la personne âgée, déduction faite de la participation du bénéficiaire. »

Elle est accordée, selon l'article 1er, à toute « personne âgée de plus de soixante ans, domiciliée en principauté ou à la résidence du Cap Fleuri [au Cap d'Ail] et présentant un manque ou une perte d'autonomie liée à son état physique ou mental a droit à une prestation d'autonomie permettant une prise en charge adaptée à ses besoins ». Elle peut « également être accordée, sur proposition du médecin coordinateur du Centre de coordination gérontologique de Monaco, à la personne de moins de soixante ans présentant des troubles cognitifs occasionnant une perte d'autonomie identique à celle liée au vieillissement pathologique ».

## Histoire
La prestation d'autonomie est créée par ordonnance souveraine du 8 janvier 2007. Elle s'inscrit dans une politique menée à partir de 2006 et qui permet à deux milliers de personnes âgées de la principauté de profiter d'une évaluation médicosociale à 1 950 d'entre eux de bénéficier d'un plan d'aide individualisé. Dans cette démarche est ainsi créé cette année-là le Centre de coordination gérontologique de Monaco (CCGM),. Avec l'introduction de la nouvelle prestation, l'évaluation individuelle terminée, un dossier de prestation d'autonomie est créé et les financements de l'État sont sollicités selon les critères d'autonomie et de revenus du foyer. Comme l'expliquent, pour Monaco Matin en 2013, le professeur Alain Pesce, responsable de la filière gérontologie hospitalière, du CCGM et centre Speranza-Albert II, et Philippe Migliasso, coordonnateur de ces deux structures : « tout le maillage autour des personnes âgées se met alors en place ». Des pensionnaires de maison de retraite aux faibles moyens peuvent bénéficier en parallèle d'une aide allouée par l'office de Protection sociale. Entre 2013 et 2017, on estime que le taux de bénéficiaires de cette prestation d'autonomie aurait augmenté de 30 %. Il coûterait par ailleurs 4,7 millions d'euros en 2011 et à la fin des années 2010, le gouvernement princier consent des efforts pour revaloriser les tarifs de la prestation,. En 2024, l'ordonnance souveraine est mofidiée et crée une nouvelle prise en charge concernant les dispositifs de garde de nuit,. 